# Hrobice (Zlín)
Hrobice é uma comuna checa localizada na região de Zlín, distrito de Zlín.